# Marc Rzatkowski
Marc Rzatkowski [ʒatkofski] (* 2. März 1990 in Bochum) ist ein deutscher Fußballspieler.

## Karriere
Seine Eltern Herbert und Martina meldeten ihn bereits mit drei Jahren im November 1993 beim SV Langendreer 04 an, für den auch sein Vater und sein älterer Bruder Tim spielten. Bei einem Hallenturnier fiel er Scouts des VfL Bochum auf und er wechselte mit acht Jahren in die F-Jugend des VfL, bei dem er sämtliche Jugendmannschaften durchlief. 2009 wurde er in die zweite Mannschaft des Zweitligisten geholt. Ein Jahr später unterschrieb er seinen ersten Profivertrag beim VfL, obwohl auch der FC Schalke 04 an einer Verpflichtung interessiert war.
Am siebten Spieltag absolvierte er gegen die SpVgg Greuther Fürth sein erstes Profispiel, als er in der 67. Minute für Roman Prokoph eingewechselt wurde, sich allerdings auch seine erste gelbe Karte seiner Karriere abholte. Es dauerte weitere sieben Spieltage, bis er zu seinem Startaufstellungsdebüt kam. Bei diesem setzte er in der 80. Minute gegen den SC Paderborn 07 den Schlusspunkt beim 3:0-Heimsieg.
Zur Saison 2011/12 wurde Rzatkowski zum Drittligisten Arminia Bielefeld verliehen. Am 7. Spieltag erzielte er sein erstes Tor für die Ostwestfalen, als er in der 42. Minute den 2:2-Ausgleichstreffer gegen den SSV Jahn Regensburg erzielte. Zur Saison 2012/13 kehrte er nach Bochum zurück.
Am 15. Januar 2013 verpflichtete der FC St. Pauli Rzatkowski zur Saison 2013/14. Er unterschrieb einen Vertrag mit Laufzeit über drei Jahre bis zum 30. Juni 2016. Im Mai 2014 wurde der Vertrag mit Marc Rzatkowski vorzeitig um ein Jahr verlängert, bis zum 30. Juni 2017.
Zur Saison 2016/17 wechselte Rzatkowski zum österreichischen Meister FC Red Bull Salzburg, wo er einen bis Juni 2020 gültigen Vertrag erhielt.
Am 31. Januar 2018 wechselte Rzatkowski für die Saison 2018 auf Leihbasis in die USA zu den New York Red Bulls. Zur Saison 2019 erwarben die New York Red Bulls schließlich auch die Transferrechte an Rzatkowski. Nach der Saison 2020 verließ er das Franchise.
Nach fast neunmonatiger Vereinslosigkeit kehrte Rzatkowski Ende September 2021 in die 2. Bundesliga zurück und schloss sich bis zum Ende der Saison 2021/22 dem Absteiger FC Schalke 04 an. Er wurde 2-mal in der 2. Bundesliga eingewechselt und stieg mit dem Verein als Zweitligameister in die Bundesliga auf. Daneben spielte er 6-mal für die zweite Mannschaft in der Regionalliga West. Mit seinem Vertragsende verließ er den Verein wieder.
Zur Saison 2022/23 kehrte Rzatkowski zu Arminia Bielefeld zurück. Er unterschrieb beim Erstligaabsteiger einen Einjahresvertrag.

## Erfolge
Arminia Bielefeld
- Westfalenpokalsieger: 2012

FC Red Bull Salzburg
- Österreichischer Meister: 2017, 2018
- Österreichischer Cupsieger: 2017

New York Red Bulls
- MLS-Supporters’-Shield-Sieger: 2018

FC Schalke 04
- Deutscher Zweitligameister: 2022